# كوماموتو (محافظة)
محافظة كوماموتو (باليابانية: 熊本県, كوماموتو -كين) هي إحدى محافظات اليابان تقع في جزيرة كيوشو، عاصمتها مدينة كوماموتو.

## توأمة
لكوماموتو (محافظة) اتفاقيات توأمة مع كل من:
- قوانغشي (20 مايو 1982 - )[4]
- مونتانا (22 يوليو 1982 - )[4]
- تشنغتشونغ الجنوبية (22 يناير 1983 - )[4]

## أعلام
- أتسوشي شيراإي
- مايو إيكييهجري
- توشيهيرو ياماغوتشي
- ماساشي شيمامورا
- كوهي ميازاكي

## وصلات خارجية
- الموقع الرسمي
- National Archives of Japan ... Kumamoto map (1891)